# Primera División de Chile 1951
El Campeonato Nacional de Fútbol de la Primera División de 1951 fue el torneo disputado en la 19.ª temporada del fútbol profesional chileno, con la participación de doce equipos. 
El torneo se dividió en dos etapas cada una jugadas con un sistema de todos-contra-todos. En la primera etapa, jugada en dos rondas, los primeros seis equipos clasificarían a la liguilla por el campeonato, mientras que el resto de los equipos jugarían en la liguilla por el descenso. Las liguillas por el campeonato y por el descenso se jugaron en una única ronda, y los resultados de esta fueron agregados a los de la primera etapa, para dirimir al equipo campeón del torneo.
El campeón del torneo fue Unión Española, que logró su segundo campeonato nacional.

## Primera etapa
| Pos | Equipo               | PJ | PG | PE | PP | GF | GC | Dif | Pts |
| --- | -------------------- | -- | -- | -- | -- | -- | -- | --- | --- |
| 1   | Audax Italiano       | 22 | 13 | 4  | 5  | 44 | 29 | 15  | 30  |
| 2   | Everton              | 22 | 12 | 5  | 5  | 54 | 36 | 18  | 29  |
| 3   | Colo-Colo            | 22 | 11 | 6  | 5  | 45 | 35 | 10  | 28  |
| 4   | Unión Española       | 22 | 11 | 5  | 6  | 53 | 44 | 9   | 27  |
| 5   | Santiago Morning     | 22 | 11 | 4  | 7  | 50 | 30 | 20  | 26  |
| 6   | Universidad de Chile | 22 | 8  | 9  | 5  | 33 | 32 | 1   | 25  |
| 7   | Universidad Católica | 22 | 9  | 6  | 7  | 46 | 34 | 12  | 24  |
| 8   | Deportivo Iberia     | 22 | 9  | 2  | 11 | 44 | 43 | 1   | 20  |
| 9   | Santiago Wanderers   | 22 | 6  | 6  | 10 | 35 | 39 | -4  | 18  |
| 10  | Magallanes           | 22 | 5  | 5  | 12 | 37 | 57 | -20 | 15  |
| 11  | Ferrobádminton       | 22 | 4  | 3  | 15 | 33 | 65 | -32 | 11  |
| 12  | Green Cross          | 22 | 4  | 3  | 15 | 30 | 60 | -30 | 11  |

PJ=Partidos jugados; PG=Partidos ganados; PE=Partidos empatados; PP=Partidos perdidos; GF=Goles a favor; GC=Goles en contra; Dif=Diferencia de gol; Pts=Puntos
|  | Clasifica a la liguilla por el campeonato |

## Liguilla por el campeonato
| Pos | Equipo               | PJ | PG | PE | PP | GF | GC | Dif | Pts |
| --- | -------------------- | -- | -- | -- | -- | -- | -- | --- | --- |
| 1   | Unión Española       | 5  | 4  | 1  | 0  | 19 | 10 | 9   | 9   |
| 2   | Audax Italiano       | 5  | 3  | 0  | 2  | 11 | 13 | -2  | 6   |
| 3   | Universidad de Chile | 5  | 2  | 1  | 2  | 5  | 6  | -1  | 5   |
| 4   | Colo-Colo            | 5  | 2  | 0  | 3  | 7  | 7  | 0   | 4   |
| 5   | Santiago Morning     | 5  | 2  | 0  | 3  | 11 | 12 | -1  | 4   |
| 6   | Everton              | 5  | 1  | 0  | 4  | 9  | 14 | -5  | 2   |

PJ=Partidos jugados; PG=Partidos ganados; PE=Partidos empatados; PP=Partidos perdidos; GF=Goles a favor; GC=Goles en contra; Dif=Diferencia de gol; Pts=Puntos

### Tabla agregada
| Pos | Equipo               | PJ | PG | PE | PP | GF | GC | Dif | Pts |
| --- | -------------------- | -- | -- | -- | -- | -- | -- | --- | --- |
| 1   | Unión Española       | 27 | 15 | 6  | 6  | 72 | 54 | 18  | 36  |
| 2   | Audax Italiano       | 27 | 16 | 4  | 7  | 55 | 42 | 13  | 36  |
| 3   | Colo-Colo            | 27 | 13 | 6  | 8  | 52 | 42 | 10  | 32  |
| 4   | Everton              | 27 | 13 | 5  | 9  | 63 | 50 | 13  | 31  |
| 5   | Santiago Morning     | 27 | 13 | 4  | 10 | 61 | 42 | 19  | 30  |
| 6   | Universidad de Chile | 27 | 10 | 10 | 7  | 38 | 38 | 0   | 30  |

PJ=Partidos jugados; PG=Partidos ganados; PE=Partidos empatados; PP=Partidos perdidos; GF=Goles a favor; GC=Goles en contra; Dif=Diferencia de gol; Pts=Puntos
|  | Juega final por el campeonato |

## Final
|       | POR   | Hernán Fernández |  |
|       | DEF   | Américo Azares   |  |
|       | DEF   | Isaac Fernández  |  |
|       | MED   | Jorge Ibáñez     |  |
|       | MED   | Carlos Rojas     |  |
|       | MED   | Valentín Beperet |  |
|       | DEL   | Claudio Río      |  |
|       | DEL   | Mario Lorca      |  |
|       | DEL   | Atilio Cremaschi |  |
|       | DEL   | Pedro Hugo López |  |
|       | DEL   | Raúl Cárcamo     |  |
| D. T. | D. T. | Isidro Lángara   |  |

|       | POR   | Daniel Chirinos    |  |
|       | DEF   | Alfredo Olivos     |  |
|       | DEF   | Néstor Bello       |  |
|       | MED   | Adelmo Yori        |  |
|       | MED   | Ramiro Cortés      |  |
|       | MED   | Luis Vera          |  |
|       | DEL   | Luis Martínez      |  |
|       | DEL   | Sergio Espinoza    |  |
|       | DEL   | Osvaldo Valenzuela |  |
|       | DEL   | Carlos Tello       |  |
|       | DEL   | Óscar Carrasco     |  |
| D. T. | D. T. | Ladislao Pakozdi   |  |

| 74' | Mario Lorca | 1:0 |

| 74' | Adelmo Yori |

| Principal | William Crawford |

|       | POR   | Hernán Fernández |  |
|       | DEF   | Américo Azares   |  |
|       | DEF   | Isaac Fernández  |  |
|       | MED   | Jorge Ibáñez     |  |
|       | MED   | Carlos Rojas     |  |
|       | MED   | Valentín Beperet |  |
|       | DEL   | Claudio Río      |  |
|       | DEL   | Mario Lorca      |  |
|       | DEL   | Atilio Cremaschi |  |
|       | DEL   | Pedro Hugo López |  |
|       | DEL   | Raúl Cárcamo     |  |
| D. T. | D. T. | Isidro Lángara   |  |

|       | POR   | Daniel Chirinos    |  |
|       | DEF   | Alfredo Olivos     |  |
|       | DEF   | Néstor Bello       |  |
|       | MED   | Adelmo Yori        |  |
|       | MED   | Ramiro Cortés      |  |
|       | MED   | Luis Vera          |  |
|       | DEL   | Luis Martínez      |  |
|       | DEL   | Sergio Espinoza    |  |
|       | DEL   | Osvaldo Valenzuela |  |
|       | DEL   | Carlos Tello       |  |
|       | DEL   | Óscar Carrasco     |  |
| D. T. | D. T. | Ladislao Pakozdi   |  |

| 74' | Mario Lorca | 1:0 |

| 74' | Adelmo Yori |

| Principal | William Crawford |

|       | POR   | Hernán Fernández |  |
|       | DEF   | Américo Azares   |  |
|       | DEF   | Isaac Fernández  |  |
|       | MED   | Jorge Ibáñez     |  |
|       | MED   | Carlos Rojas     |  |
|       | MED   | Valentín Beperet |  |
|       | DEL   | Claudio Río      |  |
|       | DEL   | Mario Lorca      |  |
|       | DEL   | Atilio Cremaschi |  |
|       | DEL   | Pedro Hugo López |  |
|       | DEL   | Raúl Cárcamo     |  |
| D. T. | D. T. | Isidro Lángara   |  |

|       | POR   | Daniel Chirinos    |  |
|       | DEF   | Alfredo Olivos     |  |
|       | DEF   | Néstor Bello       |  |
|       | MED   | Adelmo Yori        |  |
|       | MED   | Ramiro Cortés      |  |
|       | MED   | Luis Vera          |  |
|       | DEL   | Luis Martínez      |  |
|       | DEL   | Sergio Espinoza    |  |
|       | DEL   | Osvaldo Valenzuela |  |
|       | DEL   | Carlos Tello       |  |
|       | DEL   | Óscar Carrasco     |  |
| D. T. | D. T. | Ladislao Pakozdi   |  |

| 74' | Mario Lorca | 1:0 |

| 74' | Adelmo Yori |

| Principal | William Crawford |

|       | POR   | Hernán Fernández |  |
|       | DEF   | Américo Azares   |  |
|       | DEF   | Isaac Fernández  |  |
|       | MED   | Jorge Ibáñez     |  |
|       | MED   | Carlos Rojas     |  |
|       | MED   | Valentín Beperet |  |
|       | DEL   | Claudio Río      |  |
|       | DEL   | Mario Lorca      |  |
|       | DEL   | Atilio Cremaschi |  |
|       | DEL   | Pedro Hugo López |  |
|       | DEL   | Raúl Cárcamo     |  |
| D. T. | D. T. | Isidro Lángara   |  |

|       | POR   | Daniel Chirinos    |  |
|       | DEF   | Alfredo Olivos     |  |
|       | DEF   | Néstor Bello       |  |
|       | MED   | Adelmo Yori        |  |
|       | MED   | Ramiro Cortés      |  |
|       | MED   | Luis Vera          |  |
|       | DEL   | Luis Martínez      |  |
|       | DEL   | Sergio Espinoza    |  |
|       | DEL   | Osvaldo Valenzuela |  |
|       | DEL   | Carlos Tello       |  |
|       | DEL   | Óscar Carrasco     |  |
| D. T. | D. T. | Ladislao Pakozdi   |  |

| 74' | Mario Lorca | 1:0 |

| 74' | Adelmo Yori |

| Principal | William Crawford |

|                        |
| Campeón Unión Española |
| 2.° título             |
|                        |

## Liguilla por el descenso
| Pos | Equipo               | PJ | PG | PE | PP | GF | GC | Dif | Pts |
| --- | -------------------- | -- | -- | -- | -- | -- | -- | --- | --- |
| 1   | Green Cross          | 5  | 4  | 0  | 1  | 13 | 7  | 6   | 8   |
| 2   | Magallanes           | 5  | 3  | 1  | 1  | 11 | 8  | 3   | 7   |
| 3   | Santiago Wanderers   | 5  | 2  | 2  | 1  | 7  | 7  | 0   | 6   |
| 4   | Ferrobádminton       | 5  | 2  | 0  | 3  | 11 | 13 | -2  | 4   |
| 5   | Iberia               | 5  | 1  | 1  | 3  | 12 | 14 | -2  | 3   |
| 6   | Universidad Católica | 5  | 1  | 0  | 4  | 13 | 18 | -5  | 2   |

PJ=Partidos jugados; PG=Partidos ganados; PE=Partidos empatados; PP=Partidos perdidos; GF=Goles a favor; GC=Goles en contra; Dif=Diferencia de gol; Pts=Puntos

### Tabla agregada
| Pos | Equipo               | PJ | PG | PE | PP | GF | GC | Dif | Pts |
| --- | -------------------- | -- | -- | -- | -- | -- | -- | --- | --- |
| 7   | Universidad Católica | 27 | 10 | 6  | 11 | 59 | 52 | 7   | 26  |
| 8   | Santiago Wanderers   | 27 | 8  | 8  | 11 | 42 | 46 | -4  | 24  |
| 9   | Iberia               | 27 | 10 | 3  | 14 | 56 | 57 | -1  | 23  |
| 10  | Magallanes           | 27 | 8  | 6  | 13 | 48 | 65 | -17 | 22  |
| 11  | Green Cross          | 27 | 8  | 3  | 16 | 43 | 67 | -24 | 19  |
| 12  | Ferrobádminton       | 27 | 6  | 3  | 18 | 44 | 78 | -34 | 15  |

PJ=Partidos jugados; PG=Partidos ganados; PE=Partidos empatados; PP=Partidos perdidos; GF=Goles a favor; GC=Goles en contra; Dif=Diferencia de gol; Pts=Puntos
|  | Descenso suspendido |